# Lịch sử Sri Lanka

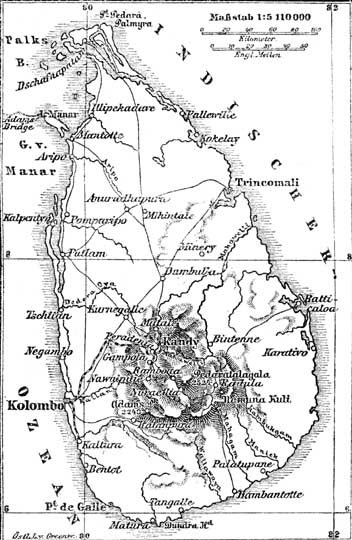
Bản đồ Ceylon của Đức vào cuối thế kỷ 19.

Lịch sử của Sri Lanka đan xen với lịch sử của tiểu lục địa Ấn Độ rộng lớn hơn và các khu vực lân cận, bao gồm các khu vực Nam Á, Đông Nam Á và Ấn Độ Dương.

## Thời Tiền sử

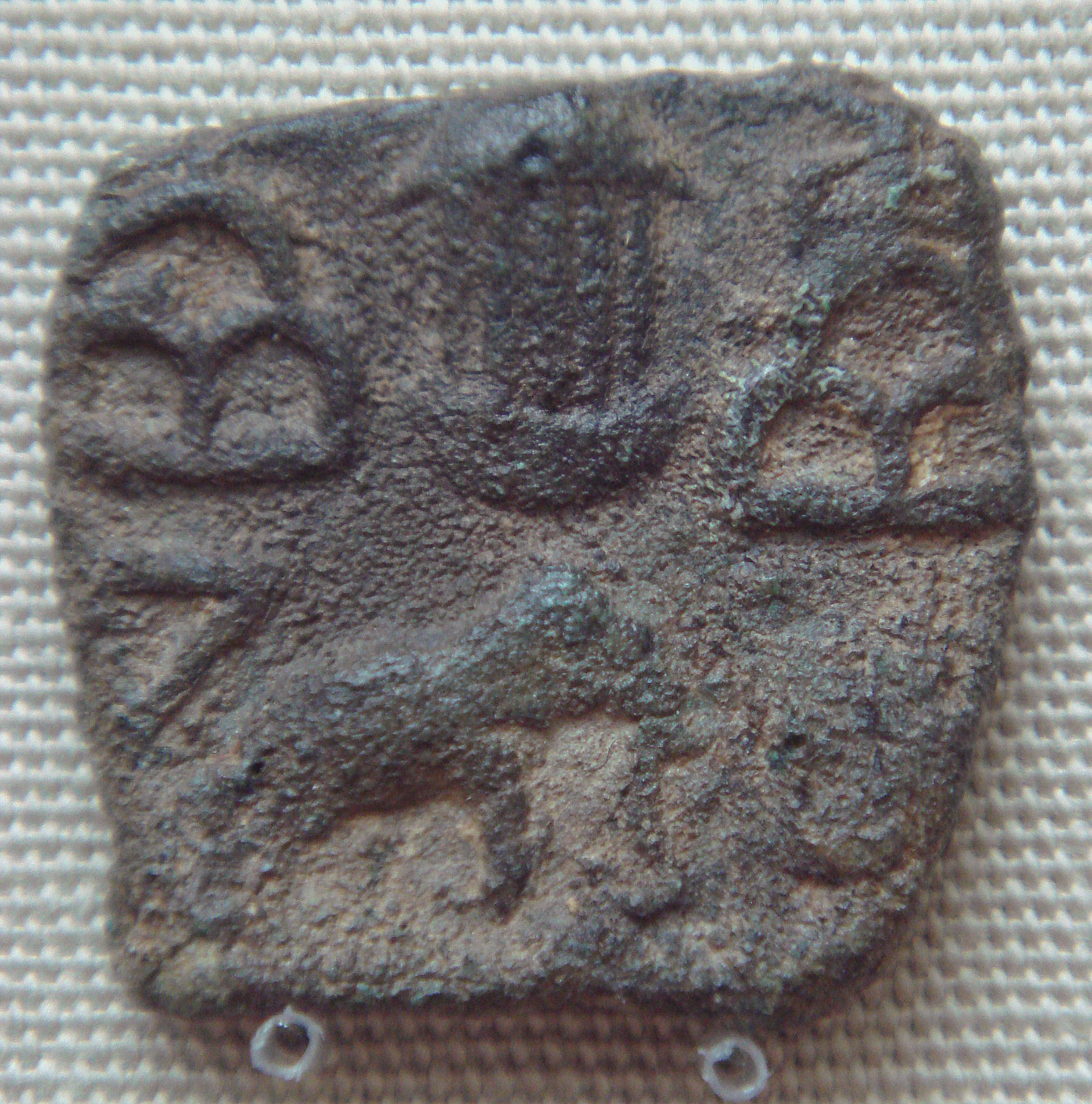
Đồng xu Vương quốc Pandyan mô tả một ngôi đền giữa các biểu tượng ngọn đồi và con voi, Pandyas, Sri Lanka, thế kỷ 1 CN.

Dấu vết con người sớm nhất được tìm thấy trên đảo Sri Lanka có niên đại khoảng 34.000 năm trước (Người Balangoda).
Thời kỳ tiền sử bắt đầu vào khoảng thế kỷ thứ 3, dựa trên các biên niên sử Prakrith như Mahavamsa, Dipavamsa và Culavamsa. Các cuốn sử này mô tả lịch sử kể từ khi Sinhalese đến từ Bắc Ấn Độ  Các tài liệu định cư sớm nhất ở hòn đảo này được tìm thấy trong các biên niên sử này. Những biên niên sử này kể về thời kỳ kể từ khi Vương quốc Tambapanni thành lập vào thế kỷ thứ 6 trước Công nguyên bởi tổ tiên đầu tiên của người Sinhalese. Nhà cai trị Sri Lanka đầu tiên của Vương quốc Anuradhapura, Pandukabhaya, được ghi nhận vào thế kỷ thứ 4 TCN. Phật giáo đã được Arhath Mahinda (con trai của hoàng đế Ấn Độ Ashoka) giới thiệu vào thế kỷ thứ 3 TCN. Nhà cai trị người Tamil đầu tiên của Vương quốc Anuradhapura, Ellalan (Elara), một kẻ xâm lược, được ghi nhận vào thế kỷ thứ 2 TCN.

## Các vương triều ổn định

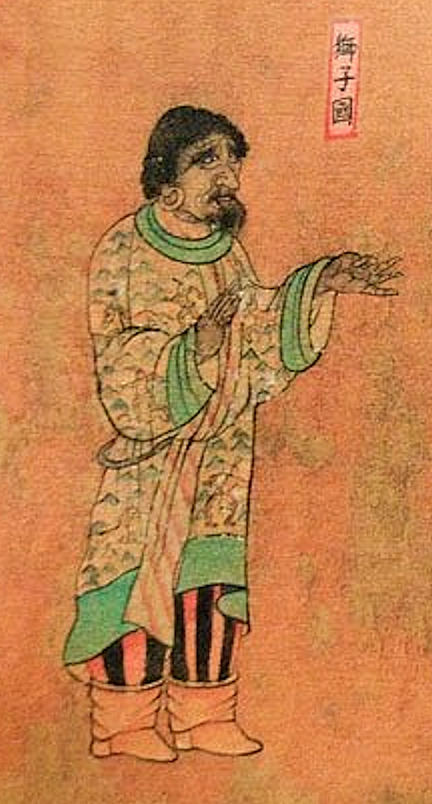
Đại sứ từ Sri Lanka (獅子 國Shiziguo) tại Trung Quốc (triều đại nhà Lương), Wanghuitu (王 会 图), khoảng năm 650 CN

Hòn đảo được chia thành nhiều vương quốc trong các thế kỷ sau đó, không liên tục (giữa CE 993 – 1077) thống nhất dưới sự cai trị của Chola. Sri Lanka được cai trị bởi 181 quốc vương từ thời Anuradhapura đến Kandy.

## Giai đoạn khủng hoảng và trở thành thuộc địa
Từ thế kỷ 16, một số khu vực ven biển của đất nước cũng bị người Bồ Đào Nha, Hà Lan và Anh kiểm soát. Từ năm 1597 đến 1658, một phần đáng kể của hòn đảo nằm dưới sự cai trị của Bồ Đào Nha. Người Bồ Đào Nha đã mất tài sản ở Ceylon do sự can thiệp của Hà Lan vào Chiến tranh Tám mươi năm. Sau chiến tranh Kandyan, hòn đảo được thống nhất dưới sự cai trị của Anh vào năm 1815. 

### Phong trào độc lập
Các cuộc nổi dậy vũ trang chống lại người Anh đã diễn ra trong cuộc nổi loạn Uva năm 1818 và cuộc nổi loạn Matale năm 1848. Độc lập cuối cùng đã được trao cho quốc gia này vào năm 1948 nhưng đất nước này vẫn là một phần của Đế quốc Anh cho đến năm 1972.

## Sri Lanka (1948 – nay)
Năm 1972 Sri Lanka trở thành một nước Cộng hòa. Một hiến pháp được đưa ra vào năm 1978 khiến Tổng thống điều hành trở thành nguyên thủ quốc gia. Cuộc nội chiến ở Sri Lanka bắt đầu vào năm 1983, bao gồm một cuộc nổi dậy của giới trẻ có vũ trang vào năm 1971 và 1987-1989, với cuộc nội chiến kéo dài 25 năm kết thúc vào năm 2009.

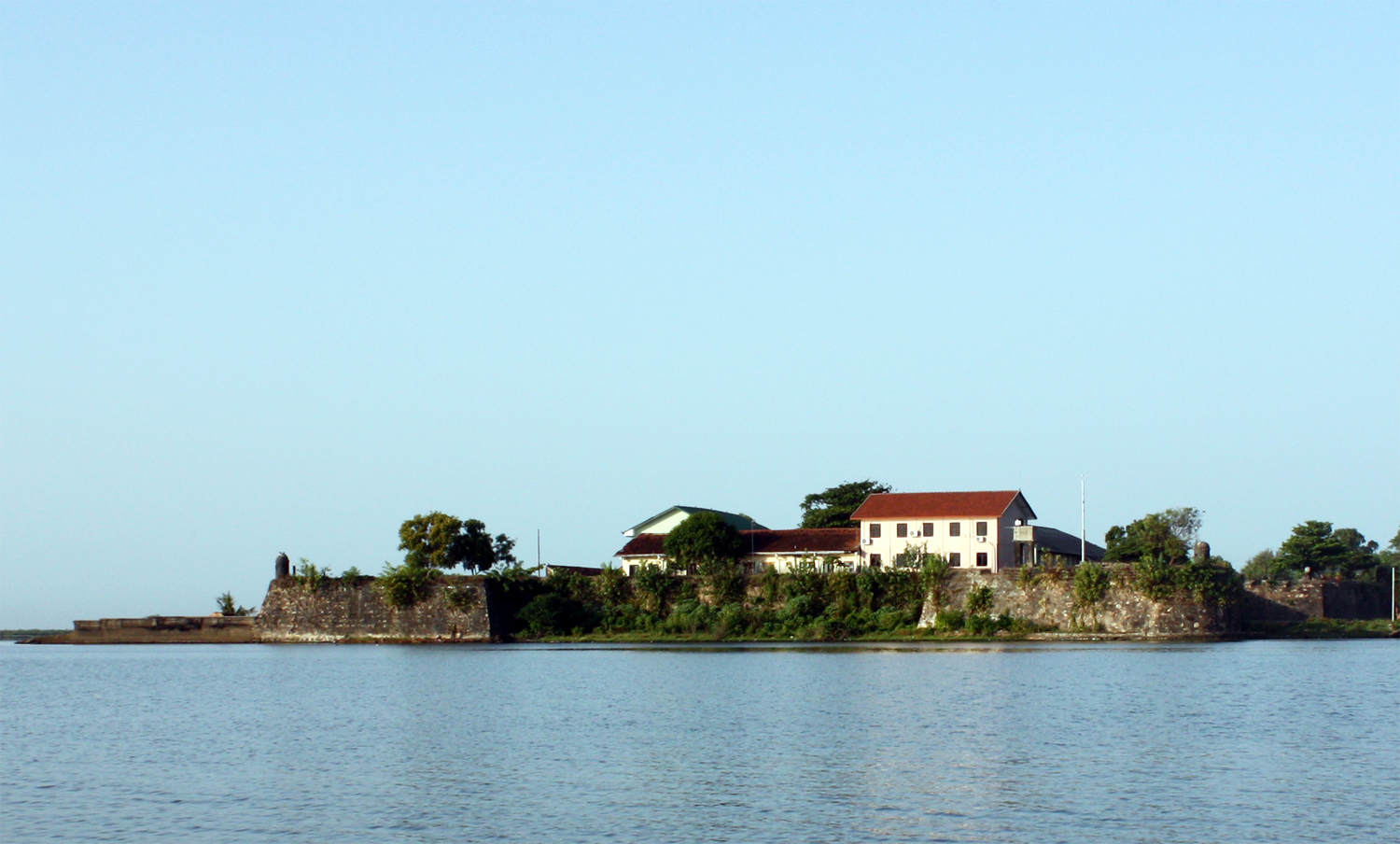
Một pháo đài của người Bồ Đào Nha (sau này là người Hà Lan) ở Batticaloa, tỉnh Miền Đông được xây dựng vào thế kỷ 16.